# Karl Fürstenhofer
Karl Fürstenhofer (* 25. Dezember 1899 in Neudörfl; † 3. Juli 1965 in Wien) war ein österreichischer Politiker.

## Leben
Karl Fürstenhofer war gelernter Autoschlosser. Er engagierte sich bereits früh in der sozialdemokratischen Partei und gehörte den Arbeiterbataillonen an, die 1920 im Burgenland ungarische Militärverbände abwehrten, die einen Anschluss der deutschsprachigen Gebiete Westungarns an Österreich verhindern wollten. Später war er Mitglied des Republikanischen Schutzbundes. Nach dem Verbot der sozialistischen Partei 1934 durch den autoritären Ständestaat war Fürstenhofer bei den Revolutionären Sozialisten aktiv und betätigte sich dort in der Illegalität. Er wurde 1935 verhaftet, musste aber mangels an Beweisen 1936 freigelassen werden.
Nach dem Zweiten Weltkrieg war er am Aufbau der Parteiorganisation im Wiener Gemeindebezirk Favoriten beteiligt. Er gehörte dem Wiener Landtag und Gemeinderat von 1946 bis 1964 an. Weiteren Kreisen bekannt wurde Fürstenhofer durch sein Engagement für das Kleingartenwesen. Er war langjähriger Präsident des Zentralverbandes der Kleingärtner, Siedler und Kleintierzüchter Österreichs sowie Vizepräsident der Grünen Internationale.
Karl Fürstenhofer wurde am Wiener Zentralfriedhof bestattet. Nach seinem Tode wurde die Wohnhausanlage Theodor-Sickel-Straße 12 der Gemeinnützigen Wohn- und Siedlungsgenossenschaft Volksbau (1966–1968) als Karl-Fürstenhofer-Hof benannt. In der Neilreichgasse 110 befindet sich der Kleingartenverein Karl Fürstenhofer. 1989 wurde die Fürstenhoferstraße in Wien-Favoriten nach ihm benannt.